# The Killing Fields (album)
The Killing Field è un album di studio di Mike Oldfield pubblicato nel 1984 da Virgin Records in formato LP, CD e musicassetta. L'album è la colonna sonora originale del film Urla del silenzio.

## Il disco
Benché altre musiche fossero state usate in alcuni film (tra tutti in L'esorcista), questa fu la prima volta che le musiche furono concepite da Mike Oldfield espressamente per un film.
Oldfield raccontò di aver concordato con la produzione di lavorare alla colonna sonora per sei mesi nel 1984, nel periodo tra la registrazione dell'album Discovery e la tournée con il Discovery Tour 1984. Tuttavia i produttori del film reputarono il materiale prodotto insufficiente e chiesero ad Oldfield di aggiungere altri pezzi. Il musicista riprese quindi il lavoro alla fine del tour e rimaneggiò l'intero album, aggiungendo anche pezzi con orchestra e coro.
Il singolo tratto dall'album, Étude, è un arrangiamento del pezzo Recuerdos de la Alhambra di Francisco Tárrega.

## Tracce
Lato A
1. Pran's Theme - 0:44 - (Mike Oldfield)
2. Requiem for a City - 2:11 - (Mike Oldfield)
3. Evacuation - 5:14 - (Mike Oldfield)
4. Pran's Theme 2 - 1:41 - (Mike Oldfield)
5. Capture - 2:24 - (Mike Oldfield)
6. Execution - 4:47 - (Mike Oldfield)
7. Bad News - 1:14 - (Mike Oldfield)
8. Pran's Departure - 2:08 - (Mike Oldfield)

Lato B
1. Worksite - 1:16 - (Mike Oldfield)
2. The Year Zero – 0:28 - (David Bedford)
3. Blood Sucking - 1:19 - (Mike Oldfield)
4. The Year Zero 2 – 0:37 - (Mike Oldfield)
5. Pran's Escape / The Killing Fields - 3:17 - (Mike Oldfield)
6. The Trek - 2:02 - (Mike Oldfield)
7. The Boy's Burial / Pran Sees The Red Cross - 2:24 - (Mike Oldfield)
8. Good News - 1:46 - (Mike Oldfield)
9. Étude - 4:37 - (Francisco Tárrega, arrangiamento di Mike Oldfield)

## Musicisti
- Mike Oldfield – chitarre, sintetizzatori, Fairlight CMI
- Preston Heyman – percussioni orientali
- Morris Pert – percussioni
- Eberhard Schoener – direttore d'orchestra
- Bavarian State Orchestra
- Tölzer Knabenchor - coro